# Bandera Donostiarra
La Bandera Donostiarra es el premio de una regata anual de remo que se celebra desde 2008, organizada por el club Donostiarra de San Sebastián.
Cada temporada hay dos regatas, y por lo tanto, dos Banderas Donostiarra, porque el club organiza una regata por cada liga en la que compiten sus traineras A y B.
A partir de la temporada 2017, se disputan regatas femeninas puntuables para la Liga ACT femenina aun cuando la trainera local no milite en dicha competición y, además, en la temporada 2018 también se disputó otra regata dentro de la Liga ETE en la que militaba el club en dicho año.
Aunque se celebra en la Bahía de la Concha, tiene el esquema clásico de regata consistente en cuatro largos y tres ciabogas, a diferencia de la regata donostiarra por antonomasia, la Bandera de la Concha, que tiene por característica propia tener ciaboga única y dos largos. Desde el año 2022 y por motivos de patrocinio las regatas de las Ligas Euskolabel y Euskotren se denominan Bandera Fabrika.

## Categoría masculina

### Historial
- Trainera A

| Edición | Año  | Ganador       | Segundo      | Tercero       |
| ------- | ---- | ------------- | ------------ | ------------- |
| I       | 2008 | Kaiku         | Isuntza      | Donostiarra A |
| II      | 2009 | San Juan      | Isuntza      | Astillero     |
| III     | 2010 | Isuntza       | Santurce     | Orio B        |
| IV      | 2011 | Isuntza       | Zierbana     | Portugalete   |
| V       | 2012 | Orio          | Busturialdea | Santurce      |
| VI      | 2013 | Santurce      | Isuntza      | Zierbana      |
| VII     | 2014 | Getaria       | Zumaia       | Lekittarra    |
| VIII    | 2015 | Getaria       | Ondarroa     | Deusto        |
| IX      | 2016 | Getaria       | Ondarroa     | Pedreña       |
| X       | 2017 | Donostiarra A | Getaria      | Lekittarra    |
| XI      | 2018 | Urdaibai      | Hondarribia  | Zierbana      |
| XII     | 2019 | Orio          | Zierbana     | Santurce      |
| XIII    | 2021 | Zierbana      | Hondarribia  | Santurce      |
| XIV     | 2022 | Donostiarra A | Hondarribia  | Urdaibai      |
| XV      | 2023 | Donostiarra A | Zierbana     | Urdaibai      |
| XVI     | 2024 | Urdaibai      | Zierbana     | Hondarribia   |
| XVII    | 2025 | Donostiarra A | Urdaibai     | Orio          |

- Trainera B

| Edición | Año  | Ganador      | Segundo       | Tercero       |
| ------- | ---- | ------------ | ------------- | ------------- |
|         | 2008 | no disputada | no disputada  | no disputada  |
| I       | 2009 | Trintxerpe   | Colindres     | Deusto        |
| II      | 2010 | Getaria      | Ondarroa      | Portugalete   |
| III     | 2011 | Ondarroa     | Busturialdea  | Getaria       |
| IV      | 2012 | Trintxerpe   | Orio B        | Arkote        |
|         | 2013 | no disputada | no disputada  | no disputada  |
| V       | 2014 | Deusto       | Arkote        | Zarauz        |
| VI      | 2015 | Castreña     | San Pedro B   | Hondarribia B |
| VII     | 2016 | Oiartzun     | Arkote        | Zumaia B      |
| VIII    | 2017 | Motrico      | Portu-Deusto  | San Juan B    |
| IX      | 2018 | Camargo      | Donostiarra B | Santoña       |
| X       | 2019 | Zarauz       | Getaria       | Deusto        |
| XI      | 2021 | Busturialdea | Hondarribia B | San Nicolás   |
| XII     | 2022 | Lapurdi      | Hibaika       | Donostiarra B |
| XIII    | 2023 | Orio B       | Astillero     | Hibaika       |
| XIV     | 2024 | Astillero    | Donostiarra B | Castreña      |

### Palmarés
- Trainera A

| Victorias | Club          | Años                 |
| --------- | ------------- | -------------------- |
| 4         | Donostiarra A | 2017, 2022,2023,2025 |
| 3         | Getaria       | 2014, 2015, 2016     |
| 2         | Isuntza       | 2010, 2011           |
| 2         | Orio          | 2012, 2019           |
| 2         | Urdaibai      | 2018, 2024           |
| 1         | Kaiku         | 2008                 |
| 1         | San Juan      | 2009                 |
| 1         | Santurce      | 2013                 |
| 1         | Zierbena      | 2021                 |

- Trainera B

| Victorias | Club         | Años       |
| --------- | ------------ | ---------- |
| 2         | Trintxerpe   | 2009, 2012 |
| 1         | Getaria      | 2010       |
| 1         | Ondárroa     | 2011       |
| 1         | Deusto       | 2014       |
| 1         | Castreña     | 2015       |
| 1         | Oiartzun     | 2016       |
| 1         | Motrico      | 2017       |
| 1         | Camargo      | 2018       |
| 1         | Zarauz       | 2019       |
| 1         | Busturialdea | 2021       |
| 1         | Lapurdi      | 2022       |
| 1         | Orio B       | 2023       |
| 1         | Astillero    | 2024       |

## Categoría femenina

### Historial
- Liga ACT femenina

| Edición | Año  | Ganadora | Segunda        | Tercera        |
| ------- | ---- | -------- | -------------- | -------------- |
| I       | 2017 | San Juan | Hibaika        | Orio           |
| II      | 2018 | San Juan | Orio           | Arraun Lagunak |
| III     | 2019 | Orio     | Arraun Lagunak | Donostiarra    |

- Liga ETE

| Edición | Año  | Ganadora    | Segunda | Tercera |
| ------- | ---- | ----------- | ------- | ------- |
| I       | 2018 | Donostiarra | Deusto  | Hibaika |

### Palmarés
- Liga ACT femenina

| Victorias | Club     | Años       |
| --------- | -------- | ---------- |
| 2         | San Juan | 2017, 2018 |
| 1         | Orio     | 2019       |

- Liga ETE

| Victorias | Club        | Años |
| --------- | ----------- | ---- |
| 1         | Donostiarra | 2018 |